# Cyphotheca
Cyphotheca é um género botânico pertencente à família Melastomataceae.

## Espécies
- Cyphotheca montana Diels